# Kiosco policial

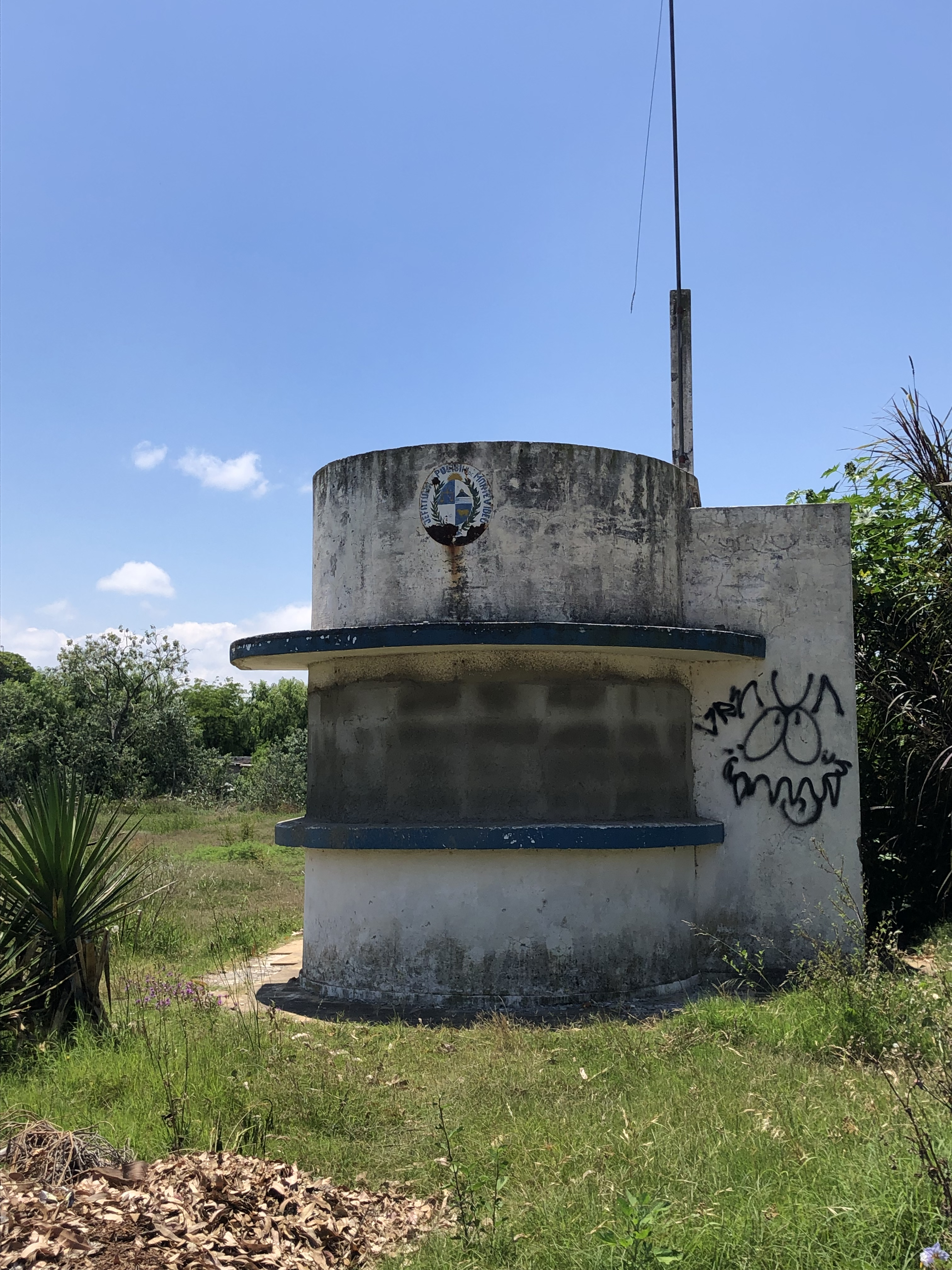
Garita policial abandonada en el barrio de Carrasco.

El kiosco de policía es un kiosco o casilla de vigilancia policial que se encuentran distribuidas en distintos lugares de Uruguay, y principalmente en la ciudad de Montevideo. Estas tenían como función contribuir a la seguridad pública y servir de comisarías de cercanía.

## Construcción
Los kioscos de policía comenzaron a aparecer en la ciudad de Montevideo en los años cuarenta, principalmente durante el gobierno de Alfredo Baldomir. Estas construcciones, de estilo art deco coronadas por el Escudo Nacional en su centro, cuentan con servicios higiénicos, una pequeña celda en su interior y el puesto de vigilancia utilizado por el efectivo de policía designado, quien además tenían la obligación de tener el pabellón patrio durante las horas estipuladas. Las mismas fueron proyectadas por el arquitecto Juan Carlos Costa.
Tales construcciones son en su mayoría parte del mobiliario urbano de la ciudad de Montevideo y gozan de un amplio interés arquitectónico y patrimonial, estando presentes en diversas plazas, parques y ramblas de la ciudad homónima.
Debido a los cambios en materia de seguridad pública estás construcciones dejaron de ser utilizadas para su principal función, encontrándose algunas en abandono.

## Proyectos
Distintas instituciones gubernamentales y civiles han presentado diversos proyectos para la utilización de estos espacios.

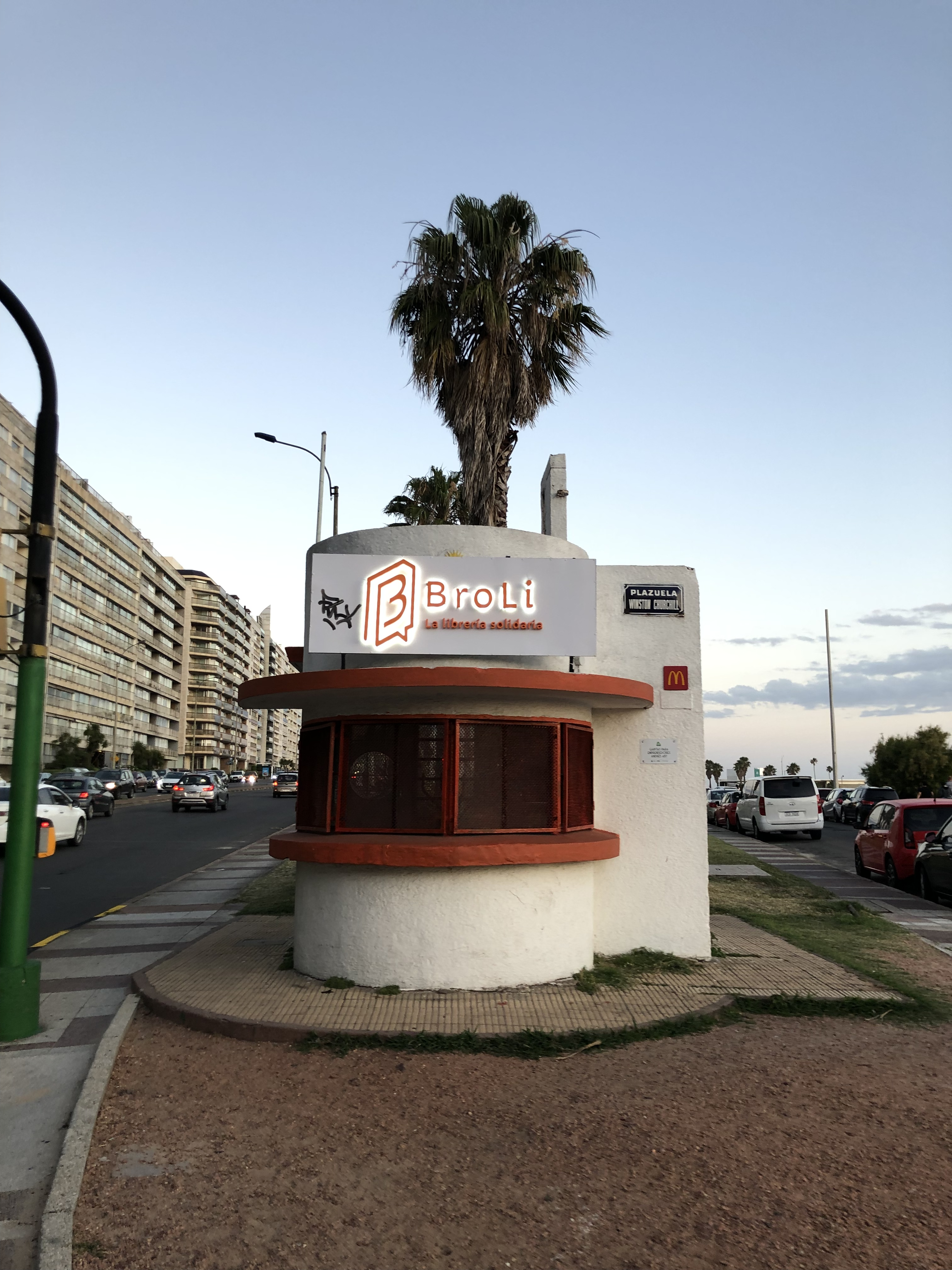
Kiosco policial reciclado y convertido en una librería solidaria sobre la Rambla República de México, en Montevideo.

En 2020, una iniciativa presentada por el alcalde del Municipio CH, Andrés Abt y el Ministro del Interior,Jorge Larrañaga pretendía convertir y destinar estos espacios a proyectos solidarios. Tal proyecto se haría realidad en 2021 con la firma de un convenio entre el Ministerio del Interior, el Municipio CH, la Agencia Nacional de Desarrollo y la Universidad Católica del Uruguay quienes llamaron a concurso a diversos proyectos sociales para la utilización de dichas construcciones. Dicho proyecto recibió la denominación de  “Garitas para emprendedores, Andrés Abt”,  en honor a su impulsor, fallecido a consecuencia del virus SARS-CoV-2. Finalmente en 2022 se restauro y reciclo el primer kiosco policial para ser convertido en una librería solidaria, la cual se compromete a que por cada libro vendido donará otro a una escuela pública. Posteriormente se inauguraron otros emprendimientos.
Los municipios E y F de Montevideo anunciaron que llevarían  dicho proyecto a sus territorios. Se estima que en la ciudad de Montevideo hay un total de 34 kioskos policiales.